# 比村奇石
比村奇石是男性日本漫畫家、插畫家。北海道出身、目前住在神奈川縣。

## 概述
出生于日本北海道，现居于神奈川县。画风主要以蓝色为线稿色、丰满胸部的女生、基本无角色对话但无言间表达性感的隐意为特色。
最早于2015年2月23日在自己的Twitter上发表现在《星期一的丰满》系列的第一部作品，当时只是作者创作低谷时，以「为周一的社畜诸兄送上这丰满的胸部」为主题的随笔画，但之后许多网友表示能从中在周一郁闷的工作得到慰藉，而成为了每周一的固定连载作品及其著名作品系列之一。之后以同人社团“比村乳业（比村乳業）”的名义参加C89发售同人志。
自称从足立慎吾的作品中获得“使用简单的布料曲线来表现丰满胸部”的方法，从天王寺狐的作品中学习到“女孩子尤其是瞳孔的画法以及忠实自己欲望的创作”，并且参考了《历史之眼》、《海盗战记》、《漂流武士》等作品，孩童时期也受《幻龙少女奥菲娜》的故事原则所影响。
由于其作品广受欢迎，在C90发售中使用流水线式的发售方法来应付庞大的购买量而备受关注。但在其Twitter上表示对香港动漫杂志《Ani-Wave》未经其同意而直接转载其现场图片感到不满，而杂志则随后道歉。
有人翻查其twitter的留言，发现其在2013年时对2011年中国人刘强对靖国神社纵火一事的见解，称刘的奶奶做慰安妇是为国（即日本）献身，甚至讽刺慰安妇是虚构的。之后也发现不少对中日、中韩的事件有不合适的言论，而有爱好者对此表示谴责。

## 作品

### 連載中
- 《刀剑神域进击篇》
- 《星期一的丰满》

### 漫畫選集
- 《Fate/hollow ataraxia》
- 《K-ON！輕音部》
- 《翠星上的加爾岡緹亞》
- 《IS〈Infinite Stratos〉》

### 同人誌
- 《SWORD DANCERS》（Fate/stay night同人）
- 《我的魔法少女奈叶妄想版》（魔法少女奈叶同人）
- 《魔性之潮》（舰队Collection同人）

### 插畫
- 《刀劍神域 End World》：手機遊戲
- 《機甲狩龍的幻想曲》：輕小說

### ED插画
- 《轮回的拉格朗日》第6話
- 《翠星的伽鲁冈缇亚》第7话
- 《猫物语（白）》第恳话 翼幻虎 其之贰
- 《魔法少女伊莉雅》第6話
- 《请问您今天要来点兔子吗？》BS11重播 第10羽
- 《灰色的乐园》第四話
- 《ULTRA SUPER ANIME TIME》第二季 第9回
- 《舞武器舞乱伎》 第九话

### 角色原案
- 《Just Because!》

## 外部連結
- 日々、平穏（官方網站）（日語）
- 比村奇石的X（前Twitter）